# Давыдов Конец (Паниковская волость)
Давыдов Конец — деревня в Печорском районе Псковской области России. Входит в состав городского поселения «Печоры».

## География
Расположена на юге городского поселения, в 10 км к югу от города Печоры, между деревнями Стуколово и Заложье.

## История
С 1995 до 2015 года входила в состав ныне упразднённой Паниковской волости.

## Население
| 2001 | 2002 | 2010 |
| ---- | ---- | ---- |
| 2    | ↘0   | →0   |

Численность населения деревни по переписи населения 2010 год составляла 0 человек.